# Силан човек
„Силан човек” је југословенски ТВ филм из 1960. године. Режирао га је Сава Мрмак а сценарио је написао Ђорђе Лебовић.

## Улоге
| Глумац              | Улога |
| ------------------- | ----- |
| Иво Јакшић          |       |
| Нада Касапић        |       |
| Жика Петровић       |       |
| Миодраг Радовановић |       |
| Ружица Сокић        |       |
| Предраг Тасовац     |       |
| Михајло Викторовић  |       |